# فيكتوريا (محطة مترو أنفاق لندن)
فيكتوريا (بالإنجليزية: Victoria)‏ هي إحدى محطات مترو أنفاق لندن. تقع على خط ديستريكت وسيركيل وفيكتوريا أفتتحت في المنطقة (Zone) رقم 1 أفتتحت في 1862، 24 ديسمبر 1868.